# Jaime Catalá
Jaime Catalá y Albosa (Arenys de Mar, 2 de noviembre de 1835 - Barcelona, 1 de marzo de 1899) fue un religioso español, obispo de Canarias (1878-79), de Cádiz y Ceuta (1879-83) y de Barcelona (1883-99).

## Biografía
Alcanzó una gran popularidad en la defensa de los derechos de los obreros. En 1878 fue nombrado obispo de Cádiz y, entre otros cargos, ostentó los de fiscal general de la Real Capilla, abreviador de la Nunciatura Apostólica y del Supremo (Tribunal de la Rota Romana) en España y administrador apostólico en Ceuta, donde su destacada actuación hizo que fuese el primer obispo español recibido por el sultán de Marruecos. El 9 de agosto de 1883 aceptó la mitra de Barcelona. Entre sus acciones más relevantes destaca la coronación canónica, en 1888, de la imagen de la Virgen de la Merced, que veinte años antes el papa Pío IX había proclamado patrona de la diócesis. Tío bisabuelo del poeta Salvador Espriu, su casa natal —conservada todavía hoy— se encuentra en la calle que lleva su nombre en Arenys de Mar. Fue Senador por el Arzobispado de Santiago de Cuba 1882-1883 y 1883-1884.
| Predecesor: Félix María Arrieta y Llano      | Obispo de Cádiz y Ceuta 1879 – 1883 | Sucesor: Vicente Calvo y Valero |
| Predecesor: José María de Urquinaona y Bidot | Obispo de Barcelona 1883 – 1899     | Sucesor: José Morgades y Gili   |